# Vidva oja
Vidva oja är ett vattendrag i Estland.   Det ligger i landskapet Viljandimaa, i den södra delen av landet, 140 km söder om huvudstaden Tallinn. Vidva oja ligger vid sjön Õisu järv.